# HMS Eagle (94)
L'HMS Eagle va ser un dels primers portaavions de la Royal Navy. Ordenada per Xile durant la cursa de dreadnoughts d'Amèrica del Sud com el cuirassat de classe Almirante Latorre Almirante Cochrane, se li va posar la quilla abans de la Primera Guerra Mundial. A principis de 1918 la Gran Bretanya el va comprar per convertir-lo en un portaavions; aquest treball es va acabar el 1924. La seva finalització es va retardar per problemes laborals i la possibilitat que Xile el tornés a comprar per a la reconversió en un cuirassat, així com la necessitat de proves comparatives per determinar la disposició òptima per als portaavions. El vaixell va ser assignat inicialment a la Flota Mediterrània i més tard a l'Estació Xina, passant molt poc temps a les aigües domèstiques que no siguin periòdiques reparacions.
L'Eagle va passar els primers nou mesos de la Segona Guerra Mundial a l'oceà Índic buscant els corsaris comercials alemanys. Durant la primera part de la guerra, el Fleet Air Arm estava desesperadament curt de caces i l'Eagle estava equipat únicament amb torpediners Fairey Swordfish fins a finals de 1940. Va ser traslladat al Mediterrani el maig de 1940, on va escortar combois a Malta i Grècia i va atacar la navegació italiana, unitats navals i bases a la Mediterrània oriental. El vaixell també va participar en la batalla de Calàbria al juliol, però el seu avió no va aconseguir cap cop quan van intentar torpedinar creuers italians durant la batalla. Sempre que l'Eagle no estava al mar, els seus avions eren desembarcats i utilitzats a terra.
El vaixell va ser rellevat per un portaavions més modern el març de 1941 i va ordenar caçar la navegació de l'Eix a l'Oceà Índic i a l'Atlàntic Sud. El seu avió va enfonsar un trencador de bloqueig alemany i va inhabilitar un petrolier alemany a mitjans de 1941, però no va trobar cap altre vaixell de l'Eix abans que el vaixell fos ordenat a casa per a una reparació a l'octubre. Després de completar una àmplia remodelació a principis de 1942, el vaixell va fer viatges lliurant avions de caça a Malta per reforçar les seves defenses antiaèries a la primera meitat de 1942. El submarí alemany U-73 va torpedinar i enfonsar l'Eagle l'11 d'agost de 1942 mentre que escortava un comboi a Malta durant l'operació Pedestal.

## Disseny i descripció

### Construcció i conversió
Vegeu també: Cursa de dreadnoughts sud-americana
El 1911, l'Armada de Xile va ordenar un cuirassat super-dreadnought de 28.000 tones llargues (28.450 t), amb una opció per a un segon vaixell, cadascun per estar armat amb deu de 14 polzades (356 mm) i setze de sis polzades (152 mm), que es van anomenar Almirante Latorre i Almirante Cochrane A l'Almirante Latorre se va posar la quilla el desembre de 1911, seguit d'e lAlmirante Cochrane a les drassanes d'Armstrong a Newcastle upon Tyne el 20 de febrer de 1913. Amb l'esclat de la Primera Guerra Mundial, la construcció dels dos vaixells es va suspendre. L'Almirallat britànic va comprar l'Almirante Latorre gairebé complet, que aleshores el 1915 va entrar en servei com a HMS Canada. En el moment de l'esclat de la guerra, Almirante Cochrane estava gairebé completat fins al castell de proa, tot i que el seu blindatge lateral encara no s'havia instal·lat. Durant la guerra no es va fer cap més treball fins que els britànics van decidir completar-lo com a portaavions per a la Royal Navy. El van comprar a Xile el 28 de febrer de 1918 per ser convertit en el portaavions HMS Eagle. Va ser el catorzè vaixell de la Royal Navy que portava aquest nom.
El Director de Construcció Naval va començar els treballs de disseny preliminar fins i tot abans que el vaixell fos comprat i va presentar un disseny d'esquema el 8 de febrer de 1918. Aquest disseny tenia una coberta de vol llarga. Els seus trets més distintius eren les dues illes separades per la coberta de vol. Cada illa havia de fer 110 peus (33,5 m) de llarg, contenir dos embuts i un pal de trípode. Es van esglaonar per dificultar que un vaixell enemic estimés el rumb del vaixell i s'havien de connectar entre ells amb uns forts tirants. El pont s'havia de muntar a la part superior d'aquest tirant que deixava una alçada lliure de 20 peus (6,1 m) per a l'avió a la coberta de vol. Hi havia d'haver un espai de 68 peus (20,7 m) d'ample entre les illes on s'havia de muntar l'avió abans d'enlairar-se. Els avions serien transportats entre l'hangar i la coberta de vol mitjançant dos ascensors (elevadors). S'havia d'ubicar una grua a l'extrem de popa de cada illa per aixecar avions a bord i recuperar hidroavions. El dipòsit de combustible emmagatzemava 15.000 galons imperials (68.000 l; 18.000 gal US) en llaunes de 2 galons imperials (9,1 l; 2,4 gal US) estibades a la coberta del castell de proa i protegides per un revestiment d'1 polzada (25 mm). Dos tancs preparats a prop de les illes permetrien repostar els avions a la coberta de vol. L'armament previst del vaixell constava de nou canons de 6 polzades i quatre canons antiaeri de 4 polzades (102 mm) muntats a la plataforma entre les illes. L'Eagle va conservar la barreja de carbó i fuel del cuirassat, però les quantitats es van augmentar a 3.200 tones llargues (3.300 t) de carbó i 1.750 tones llargues (1.780 t) de petroli, i les santabàrbares de 14 polzades de proa i popa i les sales d'obusos es van convertir per utilitzar-les com a dipòsits de petroli.

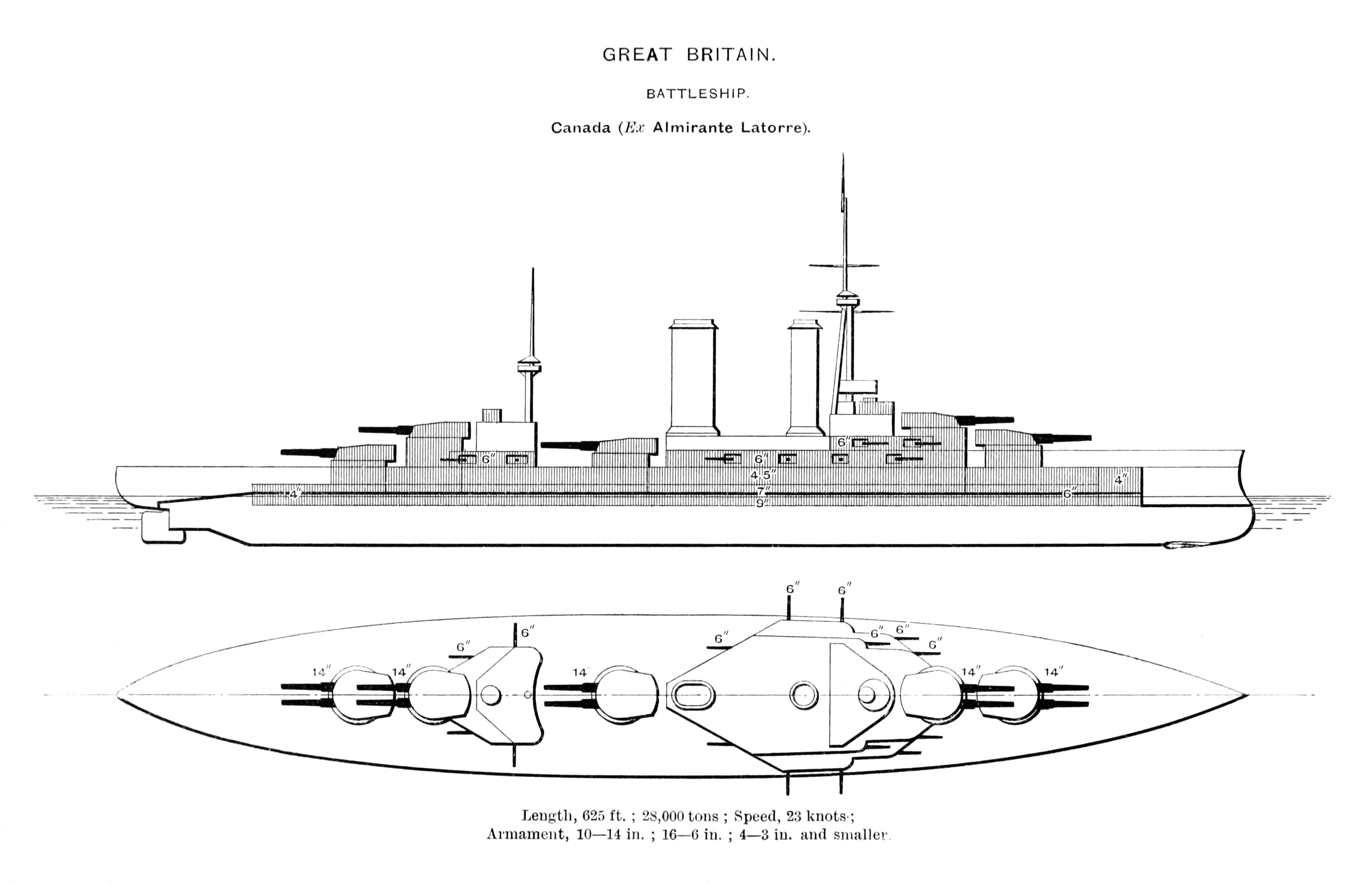
Dibuix lineal d' Almirante Latorre, que il·lustra com hauria estat l'Eagle si s'hagués acabat amb la seva configuració original. Les zones ombrejades mostren l'extensió del seu blindatge.

Basat en proves amb HMS Furious, en què es va trobar que els pilots giraven generalment a babord quan es recuperaven d'un aterratge avortat, el disseny es va revisar per eliminar l'illa de port l'abril de 1918. L'illa d'estribord es va allargar a 130 peus (39,6 m) i la seva amplada es va reduir a 15 peus (4,6 m) per minimitzar la turbulència de l'aire. L'illa contenia el pont, ambdós embuts i el pal trípode que portaven els directors de control de foc per a l'armament. A petició de l'almirall David Beatty, comandant de la Gran Flota, l'armament principal es va augmentar a 12 canons de sis polzades, inclòs un muntat a l'illa, i es van afegir divuit tubs de torpedes, tres muntatges fixes triples a cada banda, en cas que el vaixell es trobés amb creuers lleugers alemanys de nit. L'armament antiaeri es va reduir a un sol canó de 4 polzades muntat a l'illa entre els embuts, ja que Beatty creia que els mateixos caces del vaixell serien la seva millor defensa contra els avions enemics. Aquest disseny es va aprovar al juny, tot i que les obres havien començat abans.
El blindatge de 4,5 polzades (114 mm) previst per al seu cinturó superior es va utilitzar per protegir la línia de flotació del vaixell. Es va eliminar la superestructura ja acabada i també les barbetes per als canons de 14 polzades. L' Eagle va ser llançada el 8 de juny de 1918 i va ser remolcada riu avall fins a la drassana High Walker del constructor de vaixells per a l'equipament deu dies després. Es van reorientar les captacions de la caldera i es van revestir les obertures existents. La coberta superior existent d'1,5 polzades (38 mm) es va convertir en el terra de la coberta de l'hangar i es va construir una nova superestructura a sobre. La coberta de vol tenia 1 polzada (25 mm) de gruix i servia com a coberta de resistència més alta, o coberta de suport principal, del vaixell. Quan la guerra va acabar el novembre de 1918, el vaixell estava a uns nou mesos de la finalització.
La construcció es va alentir per l'acció industrial després de la guerra i es va suspendre el 21 d'octubre de 1919 perquè Xile volia recomprar el vaixell i convertir-lo en un cuirassat. El cost de 2,5 milions de lliures per fer-ho hauria estat superior als 1,5 milions de lliures oferts pels xilens i l'Almirallat va decidir retenir el vaixell. La Royal Navy necessitava dur a terme proves de vol amb un portaavions equipat amb una illa, i l'Almirallat va aprovar l'ús de l'Eagle l'11 de novembre. Armstrong Whitworth va cobrir les obertures dels ascensors no lliurats a la coberta de vol que s'havien cancel·lat quan no podien complir les especificacions. Armstrong Whitworth també va acabar l'embut posterior, va treure els tubs de torpedes i va posar sobre les captacions de l'embut davanter. Després va navegar a la drassana reial de Portsmouth per a les modificacions necessàries per a les proves el 20 d'abril de 1920. Només dues de les seves calderes, convertides per funcionar només amb fuel-oil, es van poder utilitzar durant les proves.

### Proves de vol

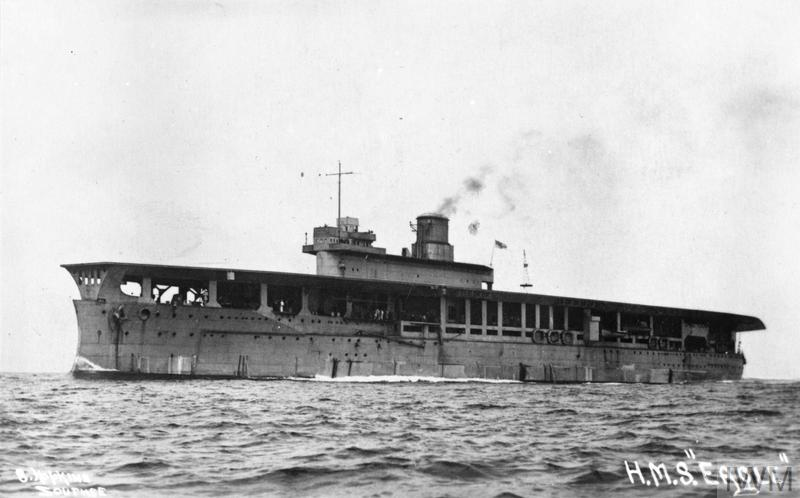
L'Eagle durant les proves

Els assaigs van provar principalment l'engranatge de detenció longitudinal utilitzat anteriorment al petit portaavions Argus. No tenien la intenció d'aturar l'aterratge d'avions —les velocitats d'aterratge de l'època eren prou baixes perquè això fos innecessari donat un bon vent en contra— sinó per evitar que els avions es desviïn cap a un costat i caiguessin de la coberta de vol. Inicialment, l'equip de detenció tenia uns 170 peus (51,8 m) de llarg i estava instal·lat massa endavant. Al llarg de les proves es va traslladar més a la part posterior i es va allargar fins a un total de 320 peus (97,5 m).
El vaixell va ser comandat durant els judicis pel capità Wilmot Nicholson, que abans havia comandat el portaavions Furious el 1918, i el representant de la Royal Air Force era el capità de grup Charles Samson. Les proves de rodament van començar el 10 de maig amb els caces Sopwith Camel i els avions de reconeixement Parnall Panther mentre el vaixell encara estava atracat. Els vols per sobre i al voltant del vaixell per avaluar els corrents d'aire sobre la coberta de vol i per l'illa van començar poc després i el primer aterratge a bord es va fer l'1 de juny. Avions més grossos, com el caça Bristol F2B, el torpediner Sopwith Cuckoo i el bombarder De Havilland DH.9 també va ser avaluat durant les proves. En general van tenir èxit amb només 12 accidents menors en 143 aterratges en tot tipus de condicions meteorològiques, encara que van revelar que els avions que aterraven a bord de portaavions necessitarien un tren d'aterratge equipat amb amortidors per gestionar l'impacte de l'aterratge en una coberta de llançament. El capità de grup Samson va preferir fermament l'eliminació de l'illa per complet, però Nicholson va recomanar que el vaixell fos retingut per al servei, encara que no estava satisfet amb la mida i la forma de l'illa. També va recomanar que l'Eagle es convertís per cremar exclusivament fueloil i que l'eliminació dels canons de 6 polzades a canvi de canons antiaeris permetria eliminar el pal del trípode de l'illa, ja que llavors no seria necessari per al control del foc.

### Descripció
El vaixell va ser posat fora de servei el 16 de novembre, però no va començar la construcció amb un disseny revisat fins al 24 de març de 1921 a Portsmouth. L'Almirallat va acceptar alguns dels suggeriments de Nicholson, però no tots. La forma i la mida de l'illa es van modificar d'acord amb els resultats de les proves del túnel de vent al National Physical Laboratory, però es van conservar els canons de 6 polzades. L'extrem davanter de la coberta de vol es va posar a la proa del vaixell per suavitzar els corrents d'aire sobre la proa i els canons antiaeris de 4 polzades es van muntar a l'illa i als voltants. L'ascensor cap endavant es va traslladar a l'extrem davanter de l'hangar. Després de començar la construcció, les protuberàncies antitorpedes es van afegir 6 peus (1,8 m) de profunditat, i la sala d'emmagatzematge de llaunes de gasolina es va substituir per un dipòsit de 8.100 galons imperials (37.000 l; 9.700 gal US). La capacitat de combustible dissenyada per la nau era de 3.000 tones llargues (3.000 t), però aquesta es va augmentar a 3.750 tones llargues (3.810 t) quan es va abombar. Tanmateix, es van requerir 500 tones llargues (510 t) d'aquesta quantitat per actuar com a llast per compensar el pes de l'illa i el seu equip.
Eagle tenia una longitud total de 667 peus i 6 polzades (203,5 m), una mànega de 115 peus (35,1 m) i un calat de 26 peus i 8 polzades (8,1 m) amb càrrega profunda. Desplaçava 21.850 tones llargues (22.200 t) amb càrrega estàndard. Cadascun dels quatre conjunts de turbines de vapor amb engranatge Brown-Curtis del vaixell impulsava una hèlix de 3 pales. Estaven alimentats per 32 calderes de tub petit Yarrow. Durant les seves proves al mar del 9 al 10 de setembre de 1923, les turbines van produir 52.100 cavalls de força (38.900 kW) i van donar a l'Eagle una velocitat de 24,37 nusos (45,13 km/h; 28,04 mph), però això va provocar fuites a les articulacions de la turbina i es va limitar a un màxim de 50.000 cavalls de potència (37.000 kW) en servei. Tenia una autonomia de 4.800 milles nàutiques (8.900 km; 5.500 milles) a 16 nusos (30 km/h; 18 mph).
La coberta de vol del vaixell tenia 652 peus (198,7 m) de llarg i el seu hangar tenia 400 peus (121,9 m) de llarg i 33 peus (10,1 m) d'ample. La seva alçada mínima era de 20 peus i 6 polzades (6,2 m), i estava equipat amb quatre cortines de foc de persianes d'acer per aïllar qualsevol foc a l'hangar. Les dimensions de l'ascensor davanter eren de 46 per 47 peus (14,0 m × 14,3 m) i l'ascensor de popa era de 46 per 33 peus (14,0 m × 10,1 m). L'engranatge de detenció davanter i posterior tenia 328 peus (100,0 m) de llarg i allargava la longitud de la coberta de vol entre les vores dels ascensors. Una gran grua amb un radi de 60 peus (18,3 m) es va col·locar darrere de l'illa. La capacitat dels avions del vaixell era de 25 a 30 i, el 1939, la tripulació del vaixell sumava 41 oficials i 750 homes, exclusiu del grup aeri.
Per a l'autodefensa contra els vaixells de guerra enemics, Eagle tenia nou canons BL Mk XVII de 6 polzades, tres a la popa i sis als dos costats del vaixell. El vaixell portava 200 projectils per canó. Dos dels seus cinc canons antiaeris QF Mk V de 4 polzades es van col·locar a la coberta de vol davant de l'illa mentre que un tercer estava darrere de l'illa. Els dos canons restants es van muntar a la part superior de l'illa, un entre els dos embuts, i cada arma estava equipada amb 150 cartutxos.

## Carrera

### Període d'entreguerres

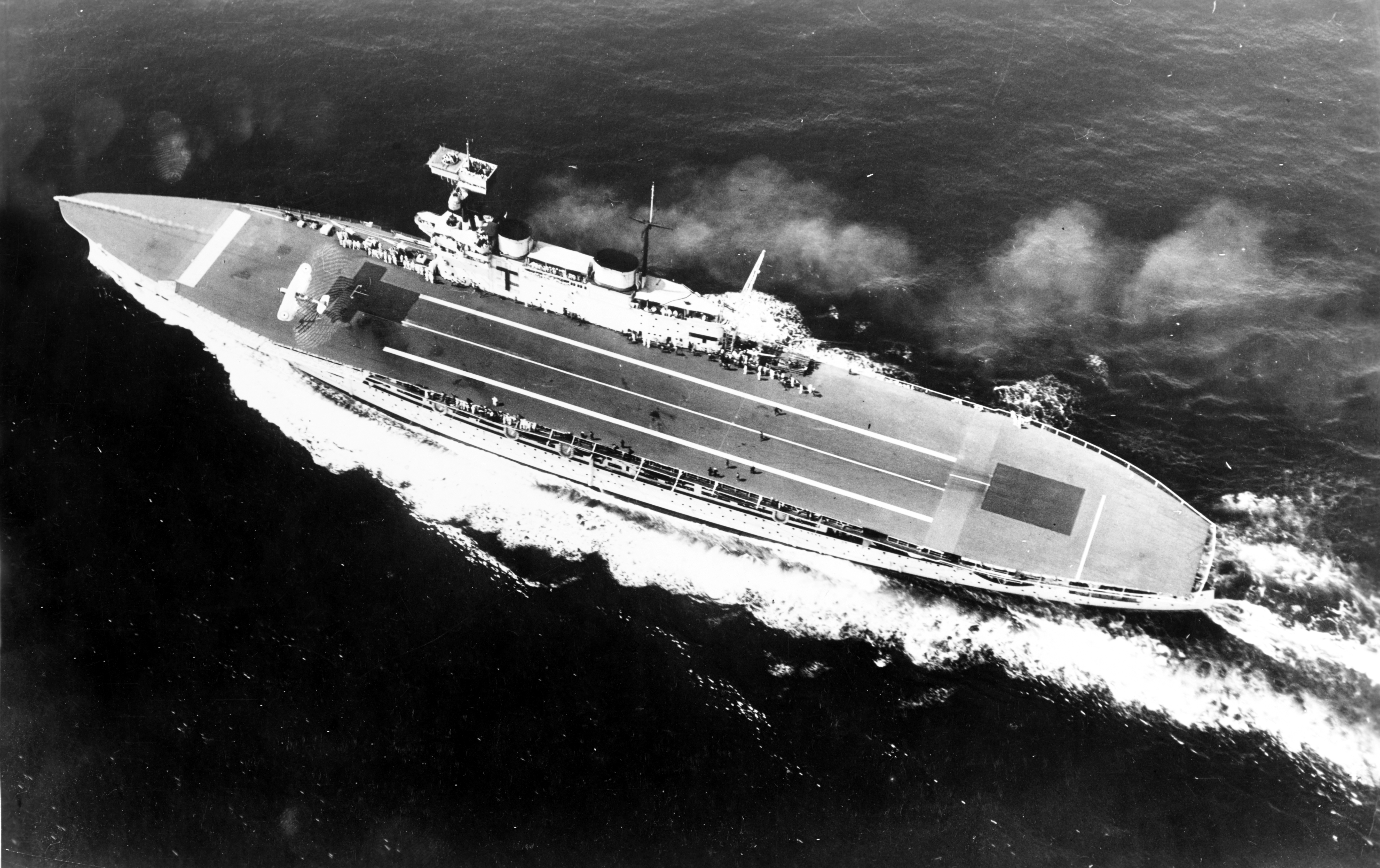
Vista aèria de l'Eagle el 1931, abans de la seva remodelació

L'Eagle va ser assignat a la Flota Mediterrània el 7 de juny de 1924 després de la seva posada en servei el 26 de febrer i s'acabés d'ajustar. En aquells moments era el portaavions més gran del món i va embarcar 24 avions en quatre vols de sis avions del Fleet Air Arm de la Royal Air Force. Aquests consistien en el Vol num. 402 amb Fairey Flycatchers, el vol núm. 422 amb avions de reconeixement Blackburn Blackburn, el vol num. 440 (hidroavions Supermarine Seagull) i el vol nu. 460 amb torpediners Blackburn Dart.
Mentre es trobava al Mediterrani, un vol normalment operava a terra a RAF Hal Far, Malta, o a Aboukir, Egipte. Els Seaugulls van demostrar que no tenien un servei satisfactori i van ser substituïts per Fairey IIIDs el gener de 1925. Els observadors d'Avro Bison del  vol núm. 421 van operar a bord durant un temps a finals de 1925. L'Eagle va navegar cap a Devonport a finals de 1925 per a una breu reparació . on es va retirar l'engranatge de detenció longitudinal, ja que s'havia trobat que era pràcticament inútil en servei. Dos QF individuals "pompons" de 2 lliures es van afegir als canons antiaeri lleugers davant dels canons de 4 polzades a la coberta de vol davant de l'illa i la capacitat de combustible del vaixell es va augmentar a 14.190 galons imperials (64.500 l; 17.040 gal US).
Quan el vaixell va tornar al Mediterrani després de la finalització del seu reacondicionament el 1926, els Bisons del vol número 448 van substituir el vol número 422. El 1928 es va unir a ell l'HMS Courageous, que va permetre a la flota experimentar amb operacions amb múltiples portaavions. L'Eagle es va tornar a instal·lar a principis de 1929 i es va instal·lar un sistema d'aspersió d'aigua salada per combatre els incendis de l'hangar. El 29 de juny de 1929, va rescatar el comandant de l'Exèrcit de l'Aire espanyol Ramón Franco, germà del futur dictador espanyol Francisco Franco, i la seva tripulació, que havien estat a la deriva a l'oceà Atlàntic Nord des del 22 de juny quan el seu hidroavió, el Dornier Do J Wal. ("Balena") Numància es va veure forçada a baixar a causa de l'esgotament del combustible en la primera etapa d'un intent de volar cap a l'oest arreu del món.
Quan l'Eagle va tornar al Mediterrani més tard aquell mateix any, tant el vol 440 com el 448 s'havien reequipat amb avions de reconeixement Fairey IIIF. L'Eagle va sortir de Malta el 8 de gener de 1931, en ruta cap a Portsmouth per carregar l'últim avió portaavions per a una demostració a la British Industries Exhibition a Buenos Aires, Argentina. Va tornar al Mediterrani per participar en els exercicis de la flota d'estiu abans de navegar cap a Devonport, on va començar una llarga rehabilitació a l'agost.
Les calderes del vaixell es van substituir durant la reinstal·lació i el canó de 4 polzades entre els embuts es va substituir per un muntatge amb pompó Mark V QF de 2 lliures de vuit canons. Es va afegir una única muntura de metralladora Vickers .50 quàdruple al costat de popa d'estribord de la coberta de vol. També es van instal·lar quatre generadors d'escuma contra incendis a la coberta de vol. Es va instal·lar un únic director del sistema de control d'angle alt (HACS) a l'extrem posterior de la part superior de control del pal del trípode. La tripulació, que ara comptava amb 753 mariners i 253 aviadors, es va beneficiar d'un allotjament millorat. La renovació es va completar el 28 de novembre de 1932, però l'escassetat de personal li va impedir treballar fins a l'abril de 1933.

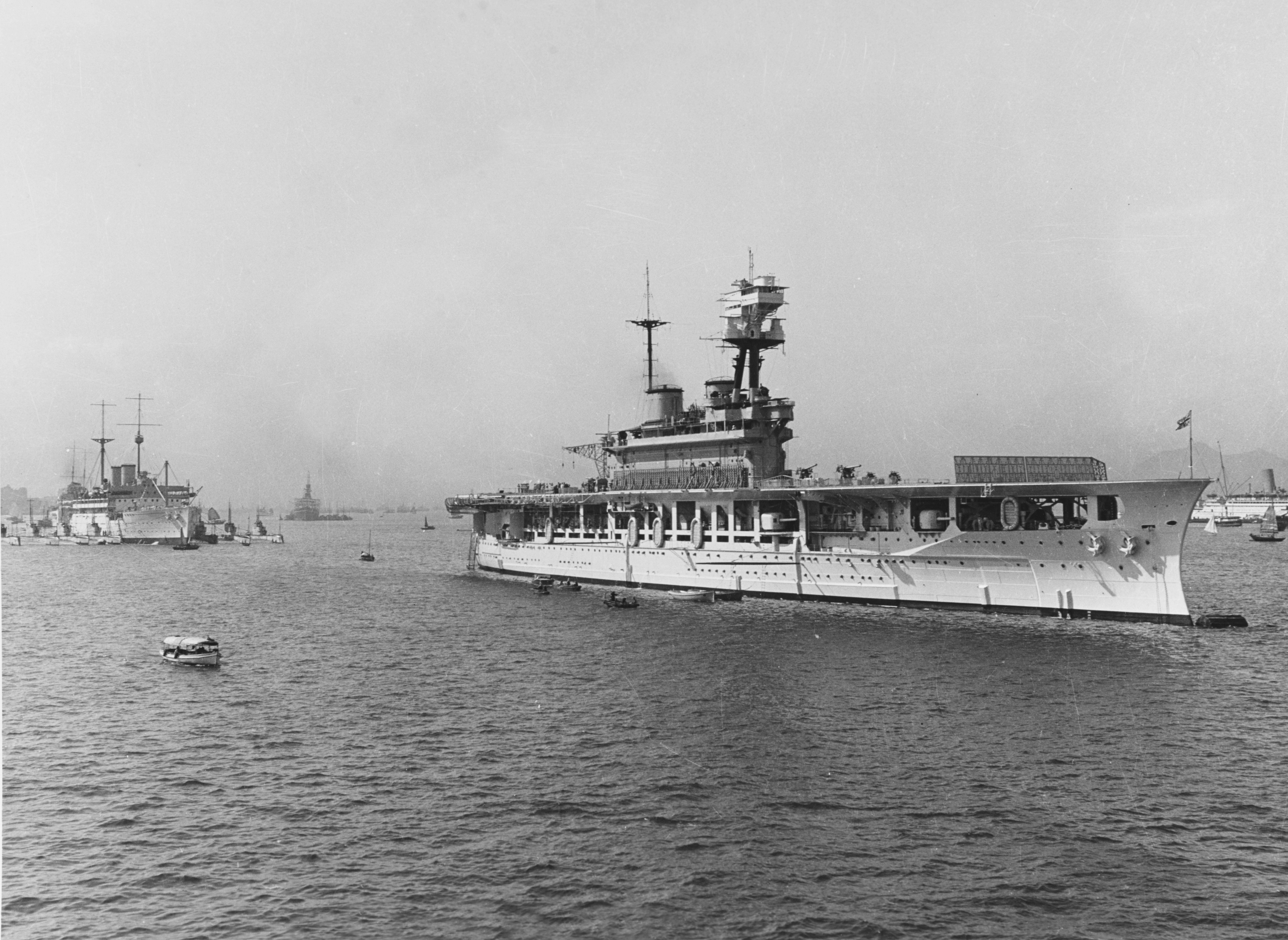
L'Eagle a Hong Kong a la dècada de 1930. El vaixell dipòsit HMS Medway és al fons

Després del reacondicionament, l'Eagle va ser enviada a l'Extrem Orient, servint a l'estació de la Xina al llarg de 1934, amb els seus avions desplegats contra vaixells pirates i les seves bases. La calor tropical va causar problemes per refredar els dipòsits de bombes, i les sales d'emmagatzematge d'aliments i la ventilació van resultar amb prou feines satisfactòries. Es va afegir un altre muntatge de metralladores quàdruple .50 davant del canó de 2 lliures a la coberta de vol i el muntatge original es va desplaçar cap a babord. Durant aquest temps, el grup aeri del vaixell estava format per nou caces Hawker Osprey del 803 Esquadró i 12 Fairey IIIF del 824è Esquadró; aquesta darrera unitat va ser redesignada com a 825è Esquadró l'octubre de 1934. El 803 Esquadró transferit a l'HMS Hermes quan va rellevar l'Eagle a finals de 1934. Van ser substituïts pels torpediners Blackburn Baffin del 812è Esquadró quan l'Eagle va arribar al Mediterrani el febrer de 1935. Ambdós esquadrons es van quedar enrere. a RAF Hal Far quan el vaixell va navegar cap a Devonport per a una altra reparació al juny.
L'Eagle va quedar fora de servei fins que va començar la seva reparació a principis de 1936. Es va instal·lar un engranatge de detenció transversal i un segon pompó octuple va substituir els de 2 lliures davant de l'illa. Es van instal·lar dos muntatges de metralladores de calibre 50 quàdruples més en sponsons a banda i banda de l'arc. La capacitat dels seus carregadors de bombes també es va incrementar durant aquest reacondicionament, i també es van millorar les disposicions de ventilació i aïllament del vaixell. Va ser enviada de tornada a l'Extrem Orient el 1937 amb només nou torpediners Fairey Swordfish (biplans coberts de tela) del 813 Esquadró a bord, així com nou Swordfish més per reequipar el 824 Esquadró quan es va transferir de l'Hermes a l'abril. El capità Clement Moody va comandar l'Eagle des de l'1 de gener de 1937 fins que va ser rellevat pel capità A.R.M. Bridge el 16 de juny de 1939. L'agost de 1939 la tripulació del vaixell es va intercanviar a Hong Kong i l'Eagle va navegar cap a Singapur per començar una breu reparació el 12 d'agost.

### Segona Guerra Mundial

#### 1939–1941
Quan va començar la Segona Guerra Mundial el mes següent, el vaixell acabava de completar el seu reacondicionament a Singapur. Va sortir a la mar uns dies després i va començar a buscar vaixells mercants alemanys en companyia del creuer lleuger Birmingham i escortat pel destructor Daring. Un Swordfish va descobrir el vaixell de càrrega SS Franken al sud del port de Padang a Sumatra i el Birmingham va rebre l'ordre d'interceptar-lo mentre l'Eagle continuava les seves patrulles aèries. Va arribar a Colombo, Ceilan, el 10 de setembre i fins al 5 d'octubre va buscar a l'oceà Índic vaixells alemanys entre la costa oest de l'Índia i les illes Maldives amb el creuer lleuger Liverpool. L' Eagle va ser llavors assignada a la Força I juntament amb els creuers pesats Cornwall i Dorsetshire, per buscar a l'Oceà Índic el cuirassat de butxaca Admiral Graf Spee i altres atacs comercials alemanys. A mitjans de desembre es van netejar les calderes i el fons durant un període de manteniment a Durban, Sud-àfrica.

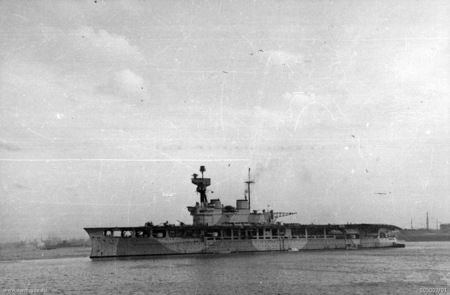
L'Eagle al port d'Alexandria, desembre de 1940

L'Eagle va continuar patrullant l'oceà Índic el 1940, però va escortar un gran comboi de tropes australianes a Suez a principis d'any. Mentre es trobava a les proximitats de les illes Nicobar el 14 de març, una bomba de 110 kg (250 lliures) va esclatar accidentalment, matant 14 homes. Els danys a la nau es van limitar majoritàriament als dipòsits de bombes, tot i que dos generadors van quedar noquejats. L'explosió va disparar cap amunt a través de l'elevador de bombes del port i va encendre l'ala d'un Swordfish estibat a l'hangar. Totes les aeronaus menys quatre van ser danyades pel sistema corrosiu d'esprai d'aigua salada quan es va extingir el foc. Va ser reparada a Singapur entre el 15 de març i el 9 de maig quan el vaixell va navegar cap a Colombo en ruta cap al Mediterrani, on va arribar el 26 de maig. Al juny, tres Gloster Sea Gladiators van ser trobats emmagatzemats a Dekheila i aquests avions es van convertir en els únics caces disponibles per a tota la flota a la Mediterrània oriental.
Volant des de bases costaneres el 5 de juliol, l'Esquadró 813 va atacar el port de Tobruk en un atac combinat amb la RAF al capvespre, enfonsant el Zeffiro i el vaixell de càrrega SS Manzoni, i fent volar la proa del destructor Euro. Dos mercants més van haver de ser varats abans d'enfonsar-se. Durant la batalla de Calàbria el 9 de juliol, l'Esquadró 813 va ser utilitzat per buscar i rastrejar la flota italiana, mentre que l'Esquadró 824 va fer dos atacs sense èxit contra els creuers italians sense pèrdues. La tarda del 10 de juliol, els avions de l' Eagle va atacar el port d'Augusta a Sicília, enfonsant el destructor Leone Pancaldo. Mentre estava sota un fort atac aeri el 13 de juliol, els pilots del Sea Gladiator Flight van abatre tres bombarders italians. La nit del 20 de juliol, sis avions de l'Esquadró 824, volant des de Sidi Barrani, van enfonsar els destructors Nembo i Ostro així com el vaixell de càrrega SS Sereno. Mentre proporcionava cobertura llunyana a un comboi amb destinació a Grècia, un bombarder mitjà Savoia-Marchetti SM.79 va ser abatut el 29 de juliol pels Sea Gladiators de l'Eagle mentre atacava la flota.
El 22 d'agost, tres Swordfish de l'esquadró 824, volant des de Sidi Barrani, van atacar i enfonsar el submarí italià Iride i el vaixell dipòsit Monte Gargano al golf de Bomba. Els vaixells transportaven vuit homes granota i quatre torpedes tripulats per atacar la navegació britànica al port d'Alexandria. Al setembre, es va unir a ella el portaavions Illustrious i ambdós vaixells van atacar les bases aèries italianes a Rodes el 9 de setembre. Els 12 Swordfish de l'Eagle van tardar a enlairar i van atacar el camp d'aviació de Maritza després que els italians haguessin estat alertats per l'atac anterior de l'Illustrious contra la base aèria propera a Collato. Quatre avions van ser abatuts pels caces defensors Fiat CR.32 i Fiat CR.42 Falco, però dos SM.79 van ser destruïts a terra i altres quatre avions van resultar danyats. Aquestes pèrdues van ser les més greus del vaixell en qualsevol missió de la guerra.
Mentre cobria un altre comboi cap a Malta el 12 d'octubre, va ser danyat per gairebé accidents dels SM.79 basats a Sicília. El dany al seu sistema de combustible d'aviació no va ser evident immediatament i va cobrir un altre comboi més tard aquell mes. Mentre tornava a Alexandria, el seu avió va atacar la base d'hidroavions de Maltezana a Rodes el 27 d'octubre. Quatre dels seus Swordfish de l'esquadró 824 havien estat desembarcats abans i van ser traslladats a Fuka Landing Ground per a un atac nocturn al port de Tobruk. Els avions del 824è Esquadró va distreure les defenses amb bombes de 250 lliures, mentre que els altres 12 Swordfish van posar mines. El 28 d'octubre, l'Eagle i la resta de la Flota Mediterrània van patrullar a la costa oest de Grècia durant uns dies amb l'esperança d'interceptar l'armada italiana si donava suport a l'exèrcit italià en la seva invasió de Grècia, però no es va establir cap contacte.
Quan el vaixell va ser examinat el 5 de novembre, el seu sistema de combustible d'aviació tenia fuites i va requerir reparacions. Cinc dels seus avions van ser traslladats a l'Illustrious per a un atac l'11 de novembre a Tàrent (operació Judici), mentre que l'Eagle romania a Alexandria. Un dels Swordfish de l'Eagle va ser abatut per l'intens foc antiaeri italià. El vaixell va cobrir diversos combois a Grècia i Malta durant la resta de novembre. Sis dels seus avions van bombardejar el port de Trípoli durant la nit del 24 al 25 de novembre sense pèrdues. L'Eagle va passar la major part del desembre a Alexandria, però els seus avions van donar suport a la guerra terrestre, sobretot quan van detectar els cuirassats Warspite i Barham durant el bombardeig de Bardia el 2 de gener de 1941. A mitjans de gener, el vaixell va cobrir un comboi cap a Grècia, però el mal temps va frustrar els plans per atacar bases italianes en ruta. Després del seu retorn, el seu complement d'aeronaus es va reorganitzar per incloure més caces, ja que Eagle ara tenia la responsabilitat exclusiva de la cobertura de caces sobre la flota després de la paralització de l'Illustrious pels bombarders en picat alemanys l'11 de gener. Per tal de fer lloc als caces, un dels esquadrons de Swordfish va ser desembarcat i utilitzat per donar suport a la guerra terrestre. Quan l'Eagle cobria un altre comboi cap a Malta a mitjans de febrer, el vaixell transportava nou Fairey Fulmar del 805 Esquadró, cinc Sea Gladiators i sis Swordfish.
Després que el portaavions Formidable arribés el 9 de març per rellevar l'Illustrious, es van cancel·lar les ordres que haurien traslladat l'Eagle a l'Atlàntic Sud per caçar els atacs comercials alemanys i el vaixell no va sortir d'Alexandria fins al 9 d'abril. Mentrestant, ambdós esquadrons Swordfish van ser traslladats a Port Sudan per operar contra la navegació italiana a Massawa, a l'Àfrica oriental italiana, el 25 de març. Van tenir molt èxit i van tornar al vaixell el 13 d'abril després d'haver passat pel canal de Suez. Després d'arribar a Mombasa, Kenya, el 26 d'abril, va rebre l'ordre de sortir a la mar el 29 d'abril en una recerca infructuosa d'un assaltant a l'oceà Índic. L'1 de maig, el vaixell va rebre l'ordre de dirigir-se a Durban, Sud-àfrica, per trobar-se amb el cuirassat Nelson i anar a Gibraltar. Després que els dos vaixells arribessin a Freetown, Sierra Leone, el 25 de maig per repostar, el Nelson va rebre l'ordre de continuar cap a Gibraltar, però les ordres de l'Eagle van canviar i ara se l'encarregava de buscar vaixells de subministrament alemanys a l'Atlàntic Sud. El capità Bridge va ser rellevat per E. G. H. Rushbrooke en aquest moment.
L'Eagle va començar a buscar l'Atlàntic Sud el 29 de maig, normalment acompanyat pel Dorsetshire o el creuer lleuger Dunedin. Els Swordfish del portaavions va descobrir, bombardejar i enfonsar el corredor de bloqueig Elba el 6 de juny. El petrolier Lothringen va ser capturat el 15 de juny pel Dunedin després que hagués estat bombardejat i ametrallat per diversos Swordfish. El vaixell va continuar patrullant sense incidents, tret d'un incendi de l'hangar que va matar un mecànic d'avions el 20 de setembre. Tots els Swordfish del vaixell, excepte quatre, van ser danyats per l'esprai utilitzat per apagar el foc, però el mateix vaixell no va resultar danyat.
L'octubre de 1941, l'Eagle va rebre l'ordre de tornar a Gran Bretanya per fer-hi una reparació al Gladstone Dock, Liverpool. Va arribar a Greenock el 26 d'octubre i va atracar a Liverpool l'1 de novembre. Les metralladores quàdruples de calibre 50 van ser substituïdes per 12 canons antiaeri lleugers Oerlikon de 20 mm accionats manualment, sis en muntures a cada costat de la coberta de vol, i les tripulacions dels canons AA de quatre polzades van rebre protecció contra estelles per l'addició de zarebas al voltant de cada arma. L'HACS es va traslladar a la part davantera de la part superior de control i es va equipar amb un radar d'artilleria tipus 285. També es va instal·lar un radar d'avís aeri de tipus 290. La capacitat de combustible de petroli del vaixell es va reduir a 2.990 tones llargues (3.040 t) a canvi d'un augment de l'emmagatzematge de gasolina de 3.000 galons imperials (14.000 l; 3.600 gal US). Això va reduir el seu abast a 2.780 milles nàutiques (5.150 km; 3.200 milles) a una velocitat de 17,5 nusos (32,4 km/h; 20,1 mph).
La reparació d' Eagle es va completar el 9 de gener de 1942 i va estar treballant durant les següents cinc setmanes. Es va incorporar al comboi WS16 en ruta cap a Gibraltar el 16 de febrer i hi va arribar una setmana després. Els esquadrons 813 i 824 s'havien reincorporat al vaixell amb els seus Swordfish i es van complementar amb quatre caces Sea Hurricane 1B d'un destacament de l'esquadró 804 i els caces de l'esquadró 813. Com que les seves ales no es podien plegar, no podien utilitzar cap sustentació i romanien a la coberta de vol en tot moment. El vaixell va arribar a Gibraltar el 23 de febrer i va ser assignat a la Força H.

#### Batalla de Malta

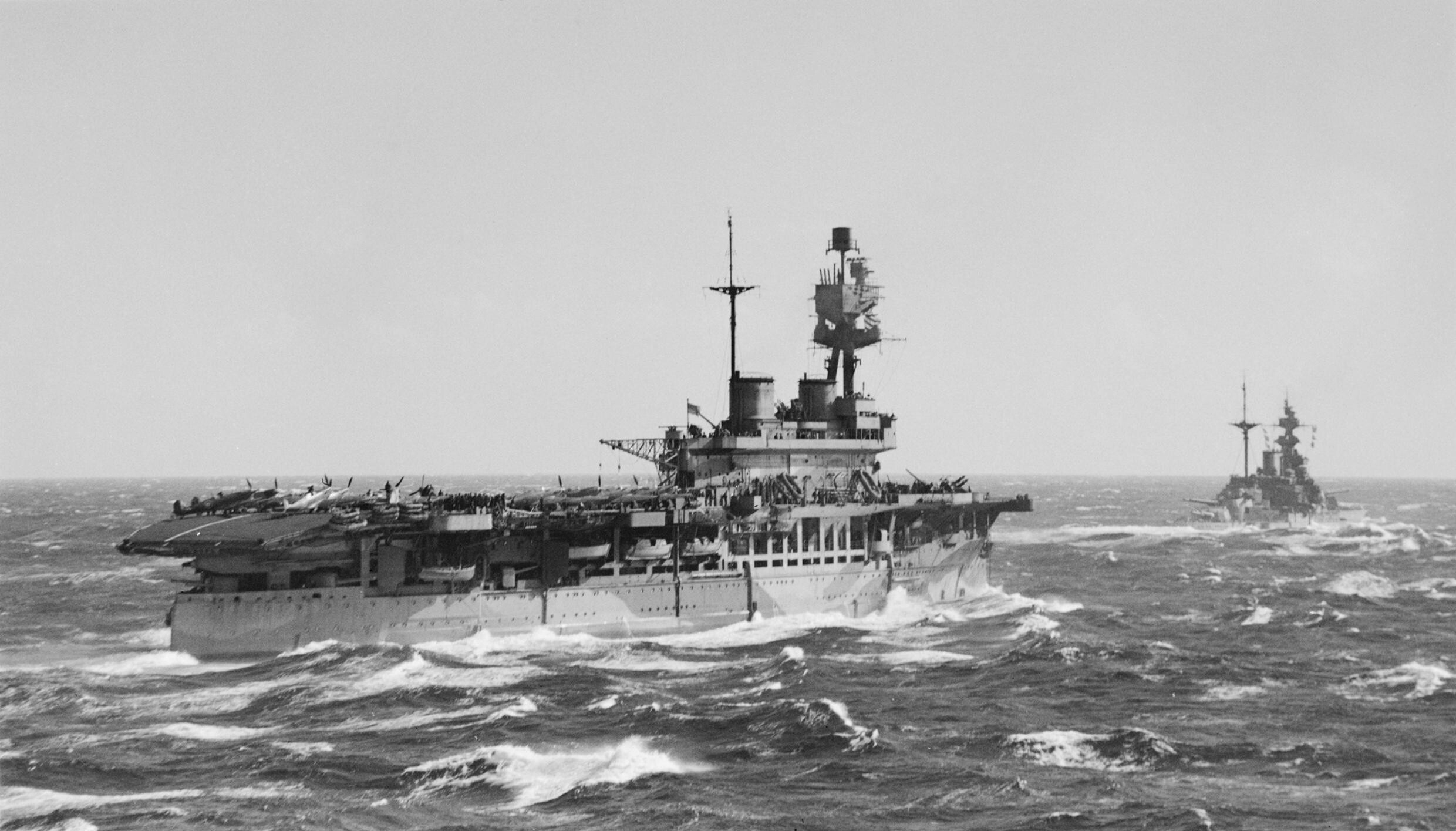
HMS L'HMS Eagle i l'HMS Malaya, vistos des de l'HMS Argus servint amb la Força H al Mediterrani, el 7 de març de 1942

A l'arribada de l'Eagle a Gibraltar, l'esquadró 824 es va traslladar a RAF North Front i el vaixell va carregar 15 caces Supermarine Spitfire portats a Gibraltar pel portaavions Argus. Aquests avions es van muntar parcialment al moll i pujats a bord per al muntatge final. Eren massa grans per cabre sota la coberta i es van quedar a la coberta de vol, on van impedir les operacions dels avions de l'Eagle, excepte els pocs que també portaven a la coberta de vol, fins que l'avió transportat va volar. El 27 de febrer de 1942, va navegar per lliurar els Spitfires a Malta, escortat pels cuirassats Malaya, Argus, el creuer Hermione i nou destructors, però l'operació va haver de ser cancel·lada quan els dipòsits de combustible de llarg abast dels Spitfires van resultar defectuosos. Els problemes no es van solucionar fins al 7 de març, quan els 15 Spitfires es van traslladar amb èxit a Malta. Al seu retorn, els motors del vaixell van requerir reparacions que van durar fins al 13 de març. Nou Spitfires més es van lliurar a Malta el 21 de març i set més el 29 de març. Després del seu retorn, el seu equip de direcció va requerir reparacions extensives que van durar fins a finals d'abril.

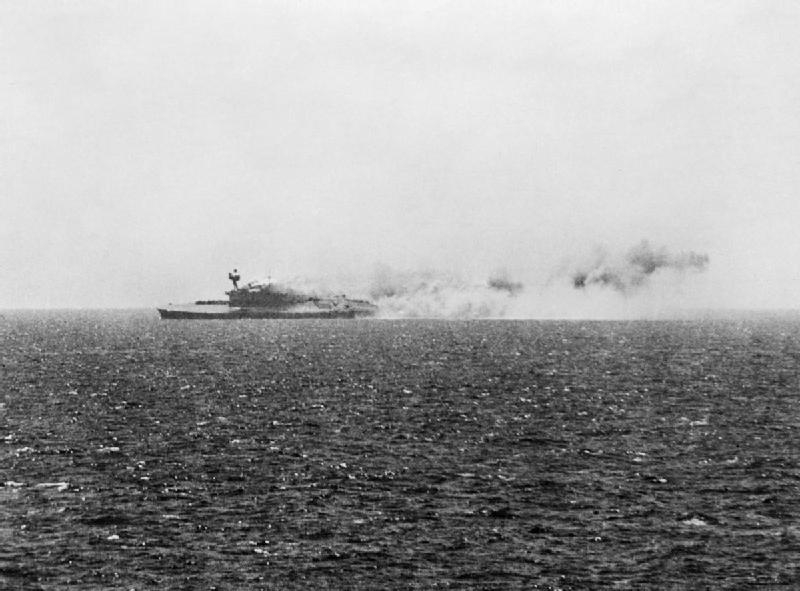
Llistat d' Eagle a port i enfonsament, 11 d'agost de 1942

Com a part de l'operació Bowery, l'Eagle es va reunir la nit del 7/8 de maig amb el portaavions nord-americà USS Wasp, que transportava 47 Spitfires, mentre l'Eagle havia desembarcat tot el seu equip d'avions per fer espai per a 17 Spitfires. Seixanta d'ells van arribar sense perill a Malta. Per a la següent operació, el 17 de maig, els Swordfish i Sea Hurricanes de l'esquadró 813 van tornar a bord per unir-se als 17 Spitfires i als sis torpeders Fairey Albacore destinats a Malta. Els caces van marxar sense incidents, però problemes de motor van obligar a tots els Albacores a tornar. Després d'haver aterrat, el vaixell va ser atacat per mitja dotzena de torpeders SM.79 que no van aconseguir cap impacte. Els canons guiats per radar del creuer lleuger d'escorta, HMS Charybdis, van ser fonamentals per expulsar els avions italians.
L'Eagle va desembarcar tots els seus avions, excepte els seus quatre Sea Hurricanes, per fer lloc a 31 Spitfires i els va fer volar el 3 de juny durant l'operació Estil. Altres 32 van ser portats el 9 de juny durant l'operació Salient. Més tard durant el mes, el vaixell va proporcionar cobertura aèria per a un altre comboi, l'operació Arpó, que va partir cap a Malta al mateix temps que ho va fer el comboi de l'operació Vigorous, des de la direcció oposada. Una dotzena de Sea Hurricanes de l'esquadró 801 i quatre Fulmar de l'esquadró 807 van reforçar els quatre Sea Hurricanes del vol de caça de l'813 per fer front als atacs aeris intensos previstos. El comboi va ser objecte de forts atacs aeris per part de les forces aèries alemanyes i italianes; els Sea Hurricanes de l'Eagle va aconseguir interrompre molts atacs, reclamant nou avions destruïts i dos més probablement destruïts per la pèrdua d'un Sea Hurricane de l'Esquadró 813 i tres Fulmar. Les escortes van arribar a Gibraltar el 17 de juny i no van fer el següent lliurament d'avions fins al 14 de juliol, quan 32 Spitfires van ser traslladats a Malta (operació Pinpoint). Durant aquest temps, el complement d'aeronaus del portaavions consistia únicament en sis Sea Hurricanes de l'esquadró 801. Uns altres 29 Spitfires així com quatre Swordfish de l'esquadró 824 van ser carregats el 20 de juliol i els Spitfires van ser lliurats l'endemà. A primera hora del dia, el vaixell va ser atacat sense èxit pel submarí italià Dandolo.
L'Eagle va cobrir l'operació Pedestal juntament amb els portaavions Victorious i Indomitable. L'Eagle transportava 16 Sea Hurricanes dels esquadrons 801 i 813, així com quatre avions de reserva per a l'operació. A primera hora de la tarda de l'11 d'agost, l'Eagle va ser colpejat per quatre torpedes del submarí alemany U-73, comandat per Helmut Rosenbaum, i es va enfonsar en quatre minuts, a 70 milles nàutiques (130 km; 81 milles) al sud del cap Salinas, a la posició 38° 3′ 0″ N, 3° 1′ 12″ E / 38.05000°N,3.02000°E. Les pèrdues en l'enfonsament van incloure 131 oficials i mariners, principalment dels espais de maquinària de propulsió del vaixell. Quatre Sea Hurricanes del 801 estaven a l'altura quan el vaixell va ser torpedinat, i van aterrar en altres portaavions; els setze restants van enfonsar-se amb el vaixell. Els destructors Laforey i Lookout i el remolcador Jaunty van rescatar 67 oficials i 862 mariners.